# Emblema nacional de Abjasia
El emblema nacional de Abjasia, una república parcialmente reconocida, fue adoptado por el Sóviet Supremo de Abjasia el 23 de julio de 1992 después de que declaró su secesión de Georgia.
El escudo de armas de Abjasia es un blasón partido en palo de blanco y verde. Sobre todo se muestran las siguientes figuras en dorado:
- En la base, una estrella de ocho rayos. La misma estrella, más pequeña, también aparece tanto en la parte superior del lado verde como del blanco.
- En el centro del blasón hay un jinete cabalgando en el fabuloso potro llamado Arash, y disparando una flecha hacia las estrellas. Esta es una escena de la epopeya heroica de los Narts.

El verde simboliza la juventud y la vida, mientras que el blanco simboliza la espiritualidad. Las estrellas representan el sol, así como la unión de Oriente y Occidente.

## República Autónoma de Abjasia

Logo del Gobierno de la República Autónoma de Abjasia

La República Autónoma de Abjasia usa el escudo de armas de Georgia y también ha adoptado un logotipo que se utilizará con los símbolos nacionales de Georgia. El logotipo lleva el nombre de la república autónoma en georgiano y abjasio y representa a la Casa de Gobierno en Sujumi.